# Qian’an
Qian’an (chiń. 迁安; pinyin Qiān’ān) – miasto na prawach powiatu we wschodnich Chinach, w prowincji Hebei, w prefekturze miejskiej Tangshan. W 1999 roku liczba mieszkańców miasta wynosiła 648 197.